# Setsadzor
Setsadzor (o Metsadsor, in armeno Մեծաձոր, fino al 1935 Schanlu e Avtona) è un comune dell'Armenia di 105 abitanti (2009) della provincia di Aragatsotn.